# Ōza (shogi)
Ōza (王座) est l'un des huit titres majeurs du shōgi professionnel japonais

## Nom
Le mot signifie littéralement « siège du roi », c'est-à-dire « trône ».

## Histoire
Le tournoi a débuté en 1953 comme un tournoi régulier. Ce n'est qu'en 1982 qu'il est devenu l'un des sept principaux titres professionnels du shōgi japonais.
- Meijin (1937)
- Judansen (1962-1987), Ryūō (1988-)
- Ōshō (1951)
- Ōi (1960)
- Kisei (1962)
- Kiō (1975)

Le tournoi est parrainé par le Nikkei, Inc. (日本経済新聞社 Nihon Keizai Shinbunsha), un journal conglomérat qui publie L'indice Nikkei et le Nikkei 225 indice du marché boursier.

## Format
Le challenger pour le titre est déterminé par trois tours préliminaires. Le joueur qui gagne trois matchs sur cinq dans le match de championnat devient le nouveau détenteur du titre Ōza.

## Ōza Honoraire
Le "Ōza honoraire" (名誉王座) est le titre donné à un joueur qui a gagné le championnat cinq fois consécutivement ou dix fois au total. le titre n'est officiellement remis qu'au moment de leur retraite ou de leur décès.
- Makoto Nakahara (qui a remporté le championnat dix fois quand ce titre ne faisait pas encore partie des titres majeurs)[4].
- Yoshiharu Habu[5]

## Palmarès

### De 1953 à 1982
De 1953 à 1982, le tournoi n'était qu'un tournoi non-titré.
De 1953 à 1969, les deux finalistes jouaient un match en 3 parties pour déterminer le vainqueur. Le 1er tournoi Oza (1953) n'était cependant qu'une simple partie.
De 1970 à 1982, le vainqueur de l'année précédente affrontait le vainqueur du tournoi de qualification dans un match en 3 parties.
| Édition | Année | Vainqueur         | Score | Adversaire         |
| ------- | ----- | ----------------- | ----- | ------------------ |
| 1       | 1953  | Yasuharu Ōyama    | 1-0   | Yūzō Maruta        |
| 2       | 1954  | Yasuharu Ōyama    | 2-1   | Kōzō Masuda        |
| 3       | 1955  | Yasuharu Ōyama    | 2-1   | Renshō Nada        |
| 4       | 1956  | Seiichi Kobori    | 2-1   | Kazukiyo Takashima |
| 5       | 1957  | Shigeyuki Matsuda | 2-1   | Seiichi Kobori     |
| 6       | 1958  | Masao Tsukada     | 2-1   | Tatsuya Futakami   |
| 7       | 1959  | Yasuharu Ōyama    | 2-0   | Michiyoshi Yamada  |
| 8       | 1960  | Yūzō Maruta       | 2-1   | Yasuharu Ōyama     |
| 9       | 1961  | Sōetsu Honma      | 2-0   | Hifumi Katō        |
| 10      | 1962  | Hifumi Katō       | 2-0   | Michihito Kumagai  |
| 11      | 1963  | Renshō Nada       | 2-1   | Hirobumi Sekizawa  |
| 12      | 1964  | Yasuharu Ōyama    | 2-0   | Hifumi Katō        |
| 13      | 1965  | Yūzō Maruta       | 2-0   | Kunio Naitō        |
| 14      | 1966  | Yasuharu Ōyama    | 2-0   | Yūzō Maruta        |
| 15      | 1967  | Michiyoshi Yamada | 2-0   | Kunio Naitō        |
| 16      | 1968  | Yasuharu Ōyama    | 2-0   | Hifumi Katō        |
| 17      | 1969  | Makoto Nakahara   | 2-1   | Michio Ariyoshi    |
| 18      | 1970  | Makoto Nakahara   | 2-0   | Tatsuya Futakami   |
| 19      | 1971  | Makoto Nakahara   | 2-0   | Hifumi Katō        |
| 20      | 1972  | Makoto Nakahara   | 2-0   | Kunio Naitō        |
| 21      | 1973  | Makoto Nakahara   | 2-0   | Genichi Ōno        |
| 22      | 1974  | Makoto Nakahara   | 2-1   | Yasuharu Ōyama     |
| 23      | 1975  | Makoto Nakahara   | 2-0   | Makoto Nakahara    |
| 24      | 1976  | Makoto Nakahara   | 2-0   | Kiyozumi Kiriyama  |
| 25      | 1977  | Makoto Nakahara   | 2-0   | Nobuyuki Ōuchi     |
| 26      | 1978  | Makoto Nakahara   | 2-0   | Nobuyuki Ōuchi     |
| 27      | 1979  | Makoto Nakahara   | 2-0   | Nobuyuki Ōuchi     |
| 28      | 1980  | Yasuharu Ōyama    | 2-0   | Makoto Nakahara    |
| 29      | 1981  | Yasuharu Ōyama    | 2-1   | Osamu Katsūra      |
| 30      | 1982  | Kunio Naitō       | 2-0   | Yasuharu Ōyama     |

### Depuis 1983
Depuis 1983, le vainqueur de l'année précédente affronte le vainqueur du tournoi de qualification dans un match en 5 parties.
| Édition | Année | Vainqueur              | Score | Adversaire         |
| ------- | ----- | ---------------------- | ----- | ------------------ |
| 31      | 1983  | Makoto Nakahara        | 2-1   | Kunio Naitō        |
| 32      | 1984  | Makoto Nakahara        | 3-2   | Hidemitsu Moriyasu |
| 33      | 1985  | Makoto Nakahara        | 3-1   | Kōji Tanigawa      |
| 34      | 1986  | Makoto Nakahara        | 3-0   | Kiyozumi Kiriyama  |
| 35      | 1987  | Yasuaki Tsukada        | 3-2   | Makoto Nakahara    |
| 36      | 1988  | Makoto Nakahara (5-6)  | 3-0   | Yasuaki Tsukada    |
| 37      | 1989  | Makoto Nakahara (5-6)  | 3-2   | Teruichi Aono      |
| 38      | 1990  | Kōji Tanigawa          | 3-1   | Makoto Nakahara    |
| 39      | 1991  | Bungo Fukusaki         | 3-2   | Kōji Tanigawa      |
| 40      | 1992  | Yoshiharu Habu (1-19)  | 3-0   | Bungo Fukusaki     |
| 41      | 1993  | Yoshiharu Habu (1-19)  | 3-1   | Koji Tanigawa      |
| 42      | 1994  | Yoshiharu Habu (1-19)  | 3-0   | Koji Tanigawa      |
| 43      | 1995  | Yoshiharu Habu (1-19)  | 3-0   | Keiji Mori         |
| 44      | 1996  | Yoshiharu Habu (1-19)  | 3-0   | Akira Shima        |
| 45      | 1997  | Yoshiharu Habu (1-19)  | 3-0   | Akira Shima        |
| 46      | 1998  | Yoshiharu Habu (1-19)  | 3-2   | Kōji Tanigawa      |
| 47      | 1999  | Yoshiharu Habu (1-19)  | 3-1   | Tadahisa Maruyama  |
| 48      | 2000  | Yoshiharu Habu (1-19)  | 3-2   | Takeshi Fujii      |
| 49      | 2001  | Yoshiharu Habu (1-19)  | 3-1   | Toshiaki Kubo      |
| 50      | 2002  | Yoshiharu Habu (1-19)  | 3-0   | Yasumitsu Satō     |
| 51      | 2003  | Yoshiharu Habu (1-19)  | 3-2   | Akira Watanabe     |
| 52      | 2004  | Yoshiharu Habu (1-19)  | 3-1   | Toshiyuki Moriuchi |
| 53      | 2005  | Yoshiharu Habu (1-19)  | 3-0   | Yasumitsu Satō     |
| 54      | 2006  | Yoshiharu Habu (1-19)  | 3-0   | Yasumitsu Satō     |
| 55      | 2007  | Yoshiharu Habu (1-19)  | 3-0   | Toshiaki Kubo      |
| 56      | 2008  | Yoshiharu Habu (1-19)  | 3-0   | Kazuki Kimura      |
| 57      | 2009  | Yoshiharu Habu (1-19)  | 3-0   | Takayuki Yamasaki  |
| 58      | 2010  | Yoshiharu Habu (1-19)  | 3-0   | Takeshi Fujii      |
| 59      | 2011  | Akira Watanabe         | 3-0   | Yoshiharu Habu     |
| 60      | 2012  | Yoshiharu Habu (20-24) | 3-1   | Akira Watanabe     |
| 61      | 2013  | Yoshiharu Habu (20-24) | 3-2   | Taichi Nakamura    |
| 62      | 2014  | Yoshiharu Habu (20-24) | 3-2   | Masayuki Toyoshima |
| 63      | 2015  | Yoshiharu Habu (20-24) | 3-2   | Amahiko Sato       |
| 64      | 2016  | Yoshiharu Habu (20-24) | 3-0   | Tetsuro Itodani    |
| 65      | 2017  | Taichi Nakamura        | 3-1   | Yoshiharu Habu     |
| 66      | 2018  | Shintaro Saito         | 3-2   | Taichi Nakamura    |
| 67      | 2019  | Takuya Nagase          | 3-0   | Shintaro Saito     |
| 68      | 2020  | Takuya Nagase          | 3 – 2 | Toshiaki Kubo      |
| 69      | 2021  | Takuya Nagase          | 3 – 1 | Kazuki Kimura      |
| 70      | 2022  | Takuya Nagase          | 3 – 1 | Masayuki Toyoshima |
| 71      | 2023  | Sōta Fujii             | 3 – 1 | Takuya Nagase      |
| 72      | 2024  | Sōta Fujii             | 3 – 0 | Takuya Nagase      |

## Records
- Record du nombre de titres : Yoshiharu Habu, 24 titres.
- Record du nombre de titres consécutifs : Yoshiharu Habu, de 19 titres successifs (1992-2010).